# アンジェロ・ツイタヴキ
アンジェロ・ツイタヴキ（Anzelo Tuitavuki、1998年10月10日 - ）は、プロD2USコロミエに所属するラグビー選手。

## プロフィール
- ニュージーランド・オークランド出身[1]。
- ポジションはウィング(WTB)。
- 身長 182cm、体重 98kg
- トンガ代表キャップ数は8(2025年1月現在）でラグビーワールドカップ2023のトンガ代表に選ばれた[2]。

## 略歴
ホークスベイ、モアナ・パシフィカを経て、2024年、USコロミエに加入。